# Waabs
Waabs (in danese Vabs) è un comune di 1 431 abitanti dello Schleswig-Holstein, in Germania.
Appartiene al circondario (Kreis) di Rendsburg-Eckernförde (targa RD) ed è parte della comunità amministrativa (Amt) di Schlei-Ostsee.